# ケイト・レディが完璧な理由
『ケイト・レディが完璧（パーフェクト）な理由（ワケ）』（原題: I Don't Know How She Does It）は、2011年にアメリカ合衆国で製作されたコメディ映画。アリソン・ピアソンの小説『ケイト・レディは負け犬じゃない』を原作としている。

## ストーリー
ボストンの投資会社でファンドマネジャーとして働くケイトは、夫と二人の子供を持ちながら、数々の仕事で成果を挙げるキャリアウーマン。仕事と家庭をなんとか両立させながら懸命に働く彼女に、ついに大きなチャンスが訪れる。新しい投資ファンドに関する彼女の提案を、ニューヨーク本社の幹部が高く評価したのだ。この報せを受けて喜ぶ彼女だったが、プロジェクトへの本格参加が決定したことで、ボストンとニューヨークを往復する多忙な日々が始まってしまう。どうにか今まで通り家庭と仕事を両立させようと奮闘する彼女だったが、次第に両方とも上手くいかなくなってしまう。

## キャスト
| 役名                     | 俳優                           | 日本語吹替 |
| ------------------------ | ------------------------------ | ---------- |
| ケイト・レディ           | サラ・ジェシカ・パーカー       | 永島由子   |
| ジャック・アベルハンマー | ピアース・ブロスナン           | 横島亘     |
| リチャード・レディ       | グレッグ・キニア               | 上田燿司   |
| アリソン・ヘンダーソン   | クリスティーナ・ヘンドリックス | 岡寛恵     |
| クラーク・クーパー       | ケルシー・グラマー             | 西村太佑   |
| クリス・バンス           | セス・マイヤーズ               | 山本兼平   |
| モモ・ハーン             | オリヴィア・マン               | 慶長佑香   |